# Општина Ваља Јашулуј (Арђеш)
Ваља Јашулуј (рум. Valea Iaşului) општина је у Румунији у округу Арђеш.
Oпштина се налази на надморској висини од 500 m.